# كوستا أليكسيتش
كوستا أليكسيتش (بالصربية: Коста Алексић)‏ هو لاعب كرة قدم صربي في مركز الوسط، ولد في 9 مارس 1998 في نوفي ساد في صربيا. لعب مع نادي تشوكاريتشكي.

## وصلات خارجية
- كوستا أليكسيتش على موقع الاتحاد الأوربي (الإنجليزية)
- كوستا أليكسيتش على موقع اتحاد تركيا (لاعب) (الإنجليزية)
- كوستا أليكسيتش على موقع قاعدة بيانات كرة القدم.إي يو (الإنجليزية)
- كوستا أليكسيتش على موقع ناشيونال فوتبول تيمز (الإنجليزية)
- كوستا أليكسيتش على موقع Soccerbase.com (لاعب) (الإنجليزية)
- كوستا أليكسيتش على موقع Soccerway.com (الإنجليزية)
- كوستا أليكسيتش على موقع عالم كرة القدم.نت (الإنجليزية)